# Paul Scheunemann

Paul Scheunemann als Chargierter des Corps Saxonia-Berlin im Wintersemester 1904/05

Paul Friedrich Karl Scheunemann (* 18. April 1882 in Kattowitz; † 12. Juli 1955 in Hamburg-Othmarschen) war ein deutscher Ingenieur, Reichsbahnbeamter und Pionier des Autobahnbaus in Deutschland.

## Leben
Scheunemann wurde 1882 als Sohn des Eisenbahnbetriebssekretärs August Scheunemann und dessen Ehefrau Henriette, geborene Nuhn, geboren. Er studierte Ingenieurwissenschaften an der Königlich Technischen Hochschule Charlottenburg. Im Sommersemester 1902 schloss er sich hier dem Corps Saxonia an. Nach Abschluss des Studiums als Dipl.-Ing. trat er in den höheren Dienst bei den Preußischen Staatseisenbahnen. Als Regierungsbaumeister des Eisenbahnbaufaches wurde er 1911 von Königsberg in den Bezirk der Eisenbahndirektion Danzig versetzt. 1915 erhielt er eine etatmäßige Stelle in Kattowitz. 1919 wurde er von Kattowitz nach Gleiwitz versetzt und zum Vorstand der dort wiedererrichteten Eisenbahn-Bauabteilung ernannt. 1922 wurde ihm, mittlerweile Regierungsbaurat bei der Reichsbahn, die Verwaltung des Eisenbahn-Betriebsamts 1 in Gleiwitz übertragen.
1933 wurde Scheunemann als Reichsbahnoberrat mit der Obersten Bauleitung in Altona der Gesellschaft Reichsautobahnen beauftragt. In seinen Zuständigkeitsbereich fiel der Bau der Autobahnen Hamburg-Bremen, Hamburg-Lübeck und Hamburg-Hannover. In dieser Stellung wurde er bis zum Oberbaudirektor befördert. 1941 ging er zur Reichsbahn zurück und leitete dort bis 1946 als Abteilungspräsident die Bauabteilung der Reichsbahndirektion Hamburg in Hamburg-Altona.

## Auszeichnungen
Paul Scheunemann wurde 1916 das Eiserne Kreuz 2. Klasse verliehen.

## Schriften
- Die Reichsautobahn zwischen den Hansestädten. In: Die Straße, 3. Jahrgang, Heft 10, 1936, S. 298–305